# Денкович, Алекса
Алекса Денкович (серб. Алекса Денковић; род. 21 марта 1997, Белград) — сербский футболист, полузащитник клуба «Сремац».

## Карьера

### Клубная карьера
Денкович начал заниматься футболом в юношеской команде белградского «Партизана». В 2014 году он вместе с Неманьей Белаковичем перешёл в другой столичный клуб, ОФК.
После одного года в молодёжной команде Алекса перешёл в основной состав белградцев. 13 сентября 2015 года полузащитник дебютировал в Суперлиге Сербии, выйдя в стартовом составе на матч с «Ягодиной». 26 сентября Денкович отметился первым забитым мячом, открыв счёт в игре со «Спартаком» из Суботицы.

### Карьера в сборной
Алекса провёл один матч за юношескую сборную Сербии (до 19 лет) во встрече со сборной Эстонии в рамках квалификационного раунда чемпионата Европы 2016.